# Carrera de camellos

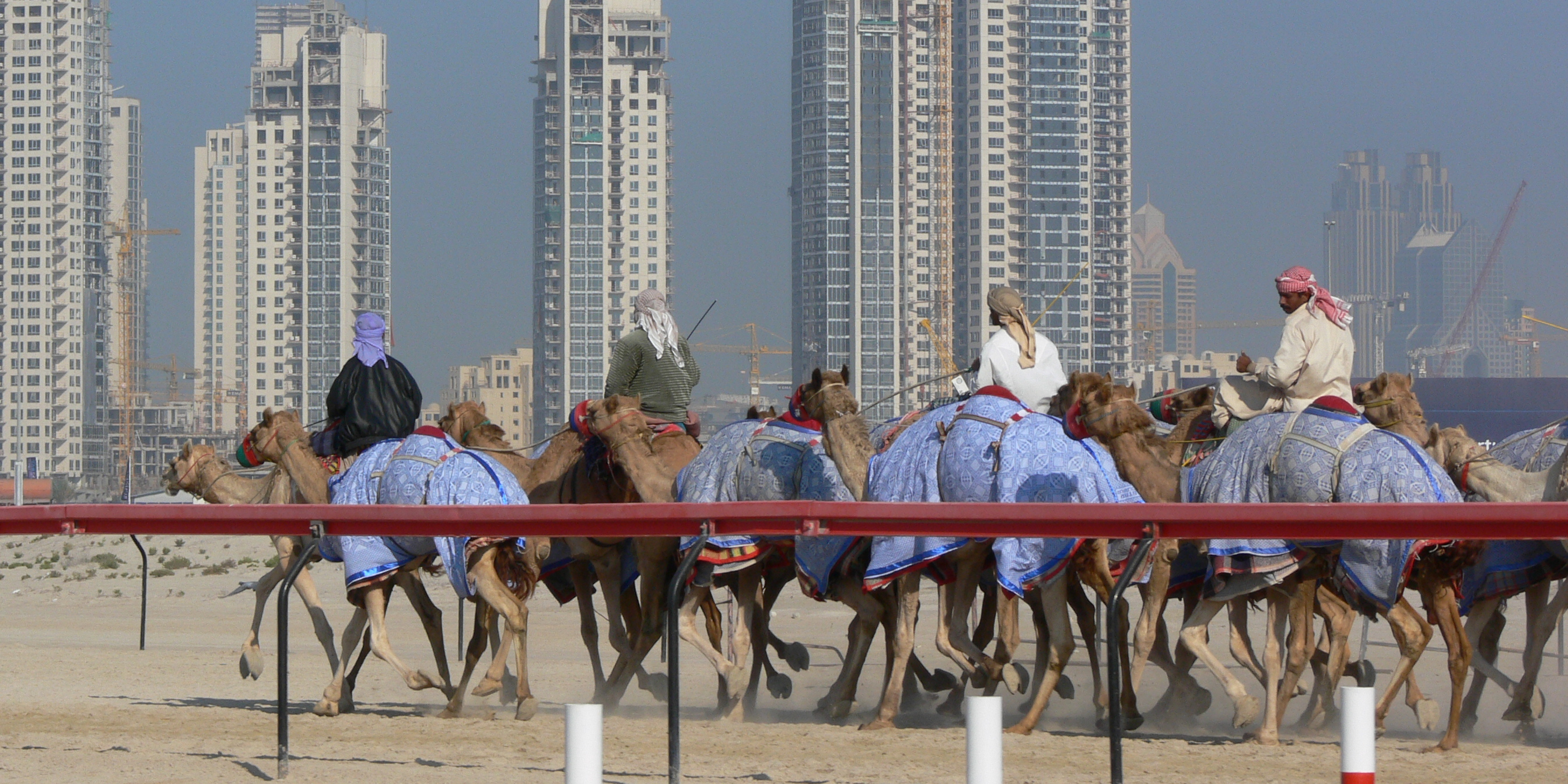
Carreras de camellos en Dubái.

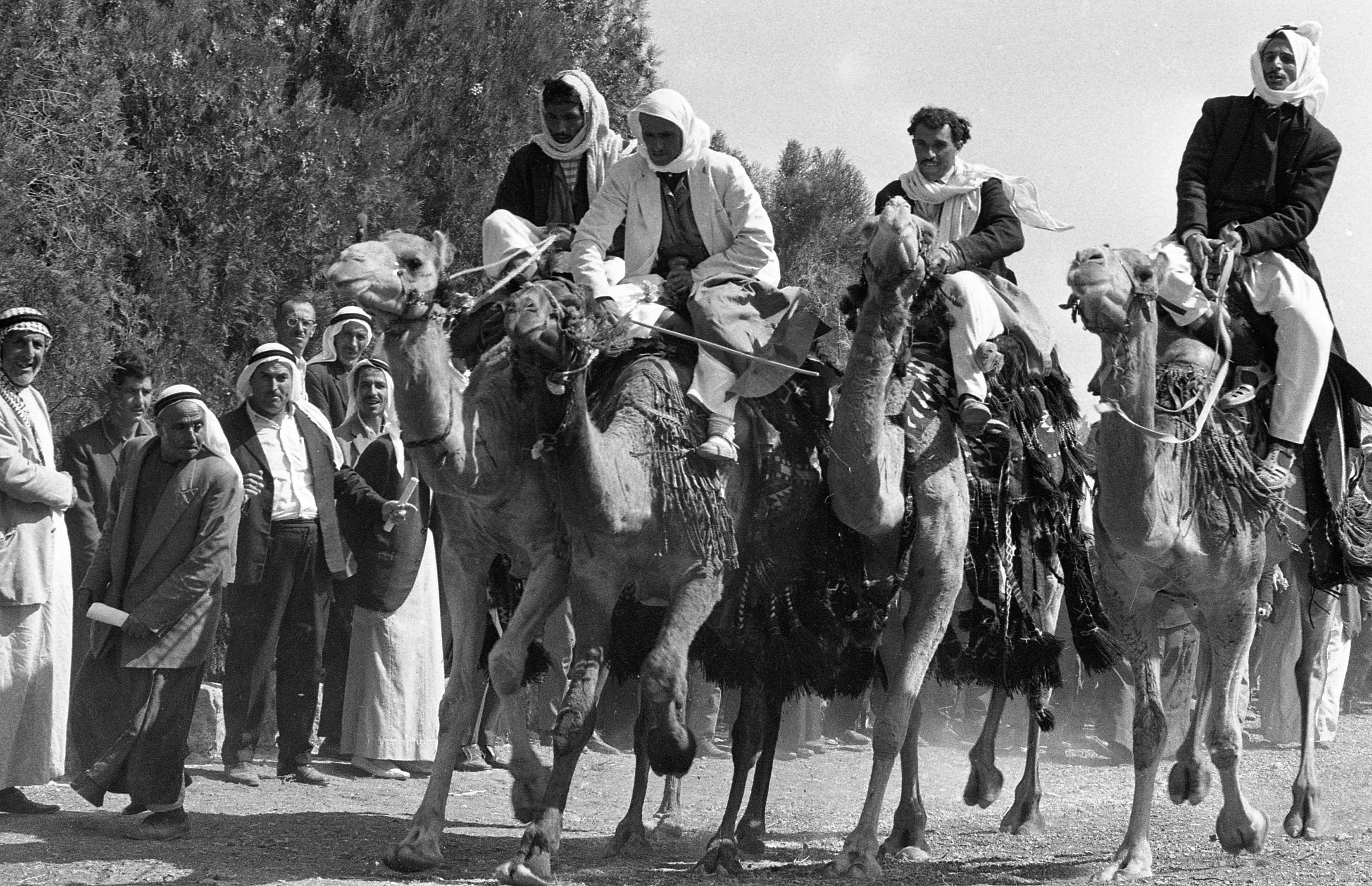
Carrera de camellos en Belén, Palestina.

Las carreras de camellos es un deporte en el que los competidores realizan una carrera que deben completar montados sobre camellos. Es popular en Arabia Saudita, Baréin, Catar, Emiratos Árabes Unidos, Australia y Mongolia. Las carreras profesionales, al igual que las carreras de caballos, son eventos donde se apuesta y una atracción para turistas. Los camellos pueden correr a velocidades de hasta 65 km/h en carreras cortas y pueden mantener una velocidad de unos 40km/h por períodos de una hora.
A menudo los camellos son montados por niños jockey, pero la preocupación sobre abusos a los derechos humanos han motivado a que Emiratos Árabes Unidos y Catar hayan prohibido las tareas por parte de niños. La controversia sobre la reducción a condiciones de esclavitud de los niños ha motivado el uso de camellos conducidos por robots que hacen de jinete
En Australia se organiza en forma regular una gran carrera de camellos en Alice Springs. La carrera tiene lugar todos los años, y junto con la carrera se organizan ferias y un mercado al aire libre.
En Chile el empresario Daniel Campos, conocido como "paisa" está impulsando un proyecto de este tipo.